# Пам'ятник Іванові Франку (Одеса)
Пам'ятник Іванові Франку — монумент споруджений на честь українського письменника, вченого і публіциста Івана Франка в місті Одеса, Україна.

## Історія
Встановлено в грудні 2006 року на краю зеленої зони проспекту Українських Героїв (тоді — Олександрівського проспекту) і Успенської вулиці. Іван Франко неодноразово бував в Одесі, тут в 1906 році він проходив курс лікування. Монумент був відкритий в честь 150-річчя письменника.
Скульптор — Борис Румянцев, архітектор — Микита Румянцев. Бронзовий пам'ятник було відлито Київським творчо-виробничим комбінатом «Художник». Висота пам'ятника без постаменту 3,02 м.
На урочистому заході з нагоди відкриття монумента в Одесі були присутні представники міської ради та обласної державної адміністрації, просвітницьких і громадських організацій, національно-культурних товариств.
Почесний гість церемонії відкриття, член Національної спілки письменників України поет Дмитро Павличко:
|  | Дуже високо оцінюю цей момент. Я вважаю, що з приходом Франка в Одесу тут обов'язково повіє європейським вітром. Це великий знак не лише український, а й європейський для цього міста |

В ході урочистих заходів офіційно було відзначено, що:
|  | Зведення пам'ятника Івану Франку в Одесі - подія великого значення для всієї України. Такого красивого пам'ятника Каменяреві немає навіть в Києві, він з'явився в місті, де також жили і творили Пушкін, Іван Вазов, Христо Ботев, Адам Міцкевич та інші видатні митці багатьох народів. Для нас Іван Франко великий громадянин всієї Європи, видатний український літературний і політичний геній, який прокладав шлях до соціальної справедливості, вів свій народ до відродження державності. Те, що нині відбувається в Одесі, безумовно, допомагає всім українцям відчути велич своєї нації |

Монумент є першим на півдні України пам'ятником відомому українському письменнику і діячеві Іванові Франку, до відкриття пам'ятника на його честь в Одесі була названа одна з міських вулиць і бібліотека. Пам'ятник урочисто відкрили Голова Одеської обласної державної адміністрації Іван Плачков, перший заступник Одеського міського голови Анатолій Ворохаєв і поет Дмитро Павличко. В ході урочистих заходів було покладено квіти представникам влади, митрополитом Одеським і Ізмаїльським УПЦ, священиками УАПЦ, РКЦ, УГКЦ, УПЦ КП.

## Примітка
1. ↑  Nomination Database. www.nobelprize.org. Архів оригіналу за 16 серпня 2016. Процитовано 4 липня 2017.
2. 1 2  Шукач | Памятник Ивану Франко в Одессе (рос.). www.shukach.com. Архів оригіналу за 7 листопада 2017. Процитовано 4 липня 2017.
3. 1 2 3 4  OMR.GOV.UA - Официальный сайт города Одесса / Новости / Памятник Ивану Франко открыт в Одессе. omr.gov.ua. Архів оригіналу за 7 листопада 2017. Процитовано 4 липня 2017.
4. ↑  Открыт памятник Ивану Франко. vo.od.ua. Процитовано 4 липня 2017.